# Hermann Brandstätter
Hermann Brandstätter (* 4. Januar 1930 in Grünburg; † 9. September 2024) war ein österreichischer Psychologe mit einem breiten Wirkungsfeld in der Wirtschafts-, Sozial- und Angewandten Psychologie.

## Leben
Er wuchs als eines von elf Geschwistern auf und absolvierte ab dem 10. Lebensjahr das Stiftsgymnasium in Passau. Nach seiner Matura 1948 in Linz studierte er Philosophie, Psychologie und Statistik an den Universitäten Innsbruck (Lic. phil. 1951, Dr. phil. 1960) und München (Dipl.-Psych. 1954, Habilitation 1970).
In seiner beruflichen Laufbahn war er zunächst Leiter des Frankfurter Büros der Deutschen Gesellschaft für Personalwesen, bevor er 1970 eine Professur an der Universität Augsburg übernahm. 1978 wechselte er an die Johannes Kepler Universität Linz, wo er bis zu seiner Emeritierung tätig war.
Brandstätter widmete sich der Forschung und Lehre in Bereichen wie der Ökonomischen Psychologie, der Spieltheorie und der Untersuchung von Persönlichkeitseigenschaften von Unternehmensgründern. Er war Gründungsmitglied der „International Association for Research in Economic Psychology“ (IAREP) und setzte sich für die Internationalisierung der Psychologie ein.
Selbst im hohen Alter blieb er wissenschaftlich aktiv und veröffentlichte bis in die 2010er Jahre hinein Artikel und Bücher. Seine Forschungsthemen reichten von subjektivem Wohlbefinden bis hin zur Qualität von Paarbeziehungen und den Studienverläufen von Studierenden.

## Schriften (Auswahl)
- mit Heinz Schuler und Gisela Stocker-Kreichgauer: Psychologie der Person. Stuttgart 1978, ISBN 3-17-004977-1.
- Sozialpsychologie. Psychologie sozialer Erfahrung. Stuttgart 1983, ISBN 3-17-002524-4.
- mit Wolfgang Wagner: Forschungsbericht „Alltagserfahrung berufstätiger Ehepaare“. Wien 1989.
- mit Wolfgang Wagner: "Erwerbstätigkeit der Frau und Alltagsbefinden von Ehepartnern im Zeitverlauf". Saarbrücken 2014.